# 舒梅 (文尼察州)
舒梅（烏克蘭語：Шуми）是烏克蘭的村落，位於該國西南部文尼察州，由圖利欽區負責管轄，始建於1500年，面積0.59平方公里，海拔高度114米，2001年人口142，人口密度每平方公里239.86人。